# Barbie et le Cheval magique
Série Barbie
Barbie Fairytopia
(2005) Barbie Fairytopia: Mermaidia
(2006)
Pour plus de détails, voir Fiche technique et Distribution.
Barbie et le Cheval magique (Barbie and the Magic of Pegasus) est un long-métrage d’animation américano-canadien réalisé par Greg Richardson, distribué directement en vidéo en 2005.

## Synopsis
La belle princesse Annika refuse d’épouser Wenlock, un magicien machiavélique, qui a transformé ses parents en statues de pierre ; elle échappe de justesse à ce triste sort grâce à Brietta, un cheval ailé qui se trouve être sa sœur aînée victime d'un sort de Wenlock. Celui-ci l’emporte dans le royaume des nuages dont la souveraine lui confie le secret qui lui permettra de sauver sa famille : fabriquer la Baguette de lumière.

## Fiche technique
- Titre original : Barbie and the Magic of Pegasus 3-D
- Titre français : Barbie et le Cheval magique
- Réalisation : Greg Richardson
- Scénario : Elana Lesser et Cliff Ruby
- Direction artistique : Walter P. Martishius
- Musique : Arnie Roth
- Production : Jesyca C. Durchin et Luke Carroll ; Kim Dent Wilder et Rob Hudnut (exécutifs)
- Société de production  : Mattel Entertainment, Mainframe Entertainment
- Société de distribution : Christal Films Distribution
- Pays : États-Unis, Canada
- langue d'origine : anglais
- Format : couleur - son stéréo
- Genre : animation
- Durée : 80 minutes
- Dates de sortie :
  - États-Unis : 20 septembre 2005
  - France : 8 novembre 2005[2]

Sources : Générique du DVD, IMDb

## Distribution
| - Kelly Sheridan : Annika - Colin Murdock : Wenlock - Mark Hildreth : Aidan - Kathleen Barr : la reine Elvina / Eric / Mayla / Shiver - Russell Roberts : le roi Marcus - Lalainia Lindbjerg : Brietta - Chantal Strand : Rose - Jessica Amlee : Blush - Andrea Libman : Lilac - Brian Drummond : Ferris / le père d'Aidan | - Julie Zenatti : Annika - Bruno Carna : Wenlock - Franck Tordjman : Aidan - Brigitte Virtudes : la reine Elvina / Eric - Yumi Fujimori : Mayla - Patrick Préjean : le roi Marcus - Chloé Berthier : Brietta - Kelly Marot : Rose - Anouck Hautbois : Blush - Delphine Liez : Lilac - Gérard Surugue : Ferris - Marc Cassot : le père d'Aidan - Patrice Melennec : Ollie le géant |

Source : Générique du DVD

## Musique du film
Le film comprend la chanson originale Comme  un printemps, interprétée par  Julie Zenatti dans la version française, ainsi que des extraits de la Symphonie nº 6 de Beethoven et de la Peer Gynt Suite No 1 de Edvard Grieg, interprétés par le Czech Philharmonic Orchestra.

## Autour du film
Créée en 1959, la poupée Barbie est à l'origine de nombreux produits dérivés. Elle a également inspiré plusieurs films d’animation. Barbie et le Cheval magique est sorti la même année que Barbie Fairytopia. Ces deux adaptations seront suivies en 2006 par Barbie Mermaidia et Le Journal de Barbie.
Le film a fait l’objet d’une adaptation en jeu vidéo : Barbie et le Cheval Magique,. Il a reçu la note de 6/20 sur Game Boy Advance sur Jeuxvideo.com.

## Commentaires
- Des éléments du films sont inspirés du drame poétique Peer Gynt de Henrik Ibsen. Le personnage d'Aiden est inspiré directement de Peer Gynt, le vagabond des montagnes qui a choisi la fuite après avoir commis une erreur. Wenlock est à la fois inspiré de Peer Gynt et du Roi des montagnes de Dovre. D'une part, les nombreuses épouses de Wenlock font référence aux différentes conquêtes de Peer Gynt. D'autre part, presque toutes les filles du roi de Dovre étaient des gnomes et vivaient dans un monde de trolls et de démons, or Wenlock vit au sommet d'une montagne, a transformé ses épouses en trolls et a un griffon pour monture.

- Comme dans le court-métrage de Disney Symphonie pastorale, qui fait partie du long-métrage Fantasia, la Symphonie nº 6 de Beethoven est associée aux chevaux ailés.

- C'est le premier et le dernier film de Barbie qui est également proposé avec des scènes en 3D. Cette édition du DVD est accompagnée de 4 paires de lunettes spéciales.